# Gaëtan Huot
Pour les personnes ayant le même patronyme, voir Huot.
Gaëtan Huot est un monteur et directeur de la photographie québécois.

## Filmographie

### comme monteur

#### Cinéma
- 1990 : Cargo de François Girard
- 1993 : Thirty Two Short Films About Glenn Gould de François Girard
- 1994 : La Vie d'un héros de Micheline Lanctôt
- 1994 : Meurtre en musique de Gabriel Pelletier
- 1994 : C'était le 12 du 12 et Chili avait les blues de Charles Binamé
- 1995 : Kids of the Round Table de Robert Tinnell
- 1996 : Frankenstein and Me de Robert Tinnell
- 1996 : Karmina de Gabriel Pelletier
- 1997 : Habitat de Rene Daalder
- 1998 : Une fille aux commandes (Airspeed) de Robert Tinnell
- 1998 : Hysteria de Rene Daalder
- 1998 : Le Violon rouge de François Girard
- 1998 : Les Boys 2 de Louis Saïa
- 1999 : Fish Out of Water de Geoffrey Edwards
- 1999 : Souvenirs intimes de Jean Beaudin
- 1999 : Four Days de Curtis Wehrfritz
- 2000 : Fantômes d'amour (Believe) de Robert Tinnell
- 2000 : Y a-t-il un flic pour sauver l'humanité ? (2001: A Space Travesty) de Allan A. Goldstein
- 2001 : Rebelles (Lost and Delirious) de Léa Pool
- 2001 : Karmina 2 de Gabriel Pelletier
- 2001 : Les Boys 3 de Louis Saïa
- 2004 : Monica la mitraille de Pierre Houle
- 2005 : Les Boys 4 de George Mihalka
- 2007 : Diamond Dogs de Shimon Dotan et Dolph Lundgren

#### Télévision
- 1997 : Le Masque de Richard Roy
- 2005 : Vice caché de Claude Desrosiers et Louis Saïa
- 2005 : Human Trafficking de Christian Duguay

### comme directeur de la photographie
- 1999 : Four Days

## Distinctions

### Récompenses
- Prix Génie du meilleur montage en 1993 pour Thirty Two Short Films About Glenn Gould.
- Prix Jutra du meilleur montage image en 1999 pour Le Violon rouge.

### Nominations
- Prix Génie du meilleur montage en 1997 pour Karmina.
- Prix Génie du meilleur montage en 1999 pour Le Violon rouge.
- Meilleur montage son d'un film étranger en 2000 par la Motion Picture Sound Editors pour Le Violon rouge.
- Prix Jutra du meilleur montage image en 2002 pour Karmina 2.